# Епархия Аргайла и Островов
 Епархия Аргайла и Островов  (лат. Archidioecesis Ergadiensis et Insularum) — епархия Римско-Католической Церкви c центром в городе Обан, Шотландии. Епархия Аргайла и Островов входит в архиепархию Сент-Эндрюса и Эдинбурга.

## История
Епархия Аргайла и Островов, основанная в XII веке, после Реформации в Шотландии в 1560 году была ликвидирована. 4 марта 1878 года епархия Аргайла и Островов была восстановлена буллой Ex supremo Apostolatus Римского папы Льва XIII.
Кафедральным собором епархии Оргайла и Островов является церковь святого Колумба в городе Обан. На острове Айона, который находится на территории епархии Аргайла и Островов, находится известное аббатство — первый монастырь Шотландии, являвшийся центром распространения католицизма в Шотландии во время раннего Средневековья.

## Ординарии
В списке указаны ординарии после восстановления епархии Аргайла и Островов в 1878 году.
- епископ Ангус Макдональд (22.03.1878 — 15.07.1892);
- епископ Джордж Смит (31.12.1892 — 18.01.1918);
- епископ Дональд Мартин (2.04.1919 — 6.12.1938);
- епископ Дональд Альфонсус Кэмпбелл (5.10.1939 — 6.01.1945);
- епископ Кеннет Грант (15.12.1945 — 7.09.1959);
- епископ Стивен Макгилл (4.04.1960 — 25.07.1968);
- епископ Колин Алойзиус Макферсон (2.12.1968 — 24.03.1990);
- епископ Родерик Райт (11.12.1990 — 19.09.1996);
  - Sede Vacante (1996—1999)
- епископ Иан Мюррей (3.11.1999 — 16.10.2008);
- епископ Джозеф Энтони Тоал (16.10.2008 — 29.04.2014), назначен епископом Мотеруэлла
  - Sede Vacante

## Источник
- Annuario pontificio, Libreria Editrice Vaticana, Città del Vaticano, 2003, ISBN 88-209-7422-3
- Булла Ex supremo Apostolatus, AAS 11 (1878), стр. 5  (лат.)